# 石川サンバ
『石川サンバ』（いしかわサンバ）は、石川テレビ放送創立40周年を記念して制作された「石川さん」のテーマ曲、および体操番組・教養番組。
2008年4月11日放送の「石川さん情報Live リフレッシュ」で初公開され、
2008年4月27日から『アスレバルで踊ろう石川サンバ』という番組名で放送開始し、2008年6月22日から現在の『みんなで踊ろう石川サンバ』となる。

## 概要
石川県内各地の幼稚園・保育園の園児達またはグループや企業と体操をする。金曜日の「石川さん情報Live リフレッシュ」内でも放送され、毎年6月に行われる「アスレバルいしかわ」でも2008年から踊られている。2008年7月25日にDVDも発売した。

## 楽曲
石川サンバ
- 作詞：石川さんプロジェクト
- 作曲：Gen＆すっしー吉川
- 振り付け：TAKE

## 出演者
- 石川さん
- 石川サンダーズ